# Anadarko (Oklahoma)
Pour la compagnie pétrolière américaine, voir Anadarko.
La ville d’Anadarko est le siège du comté de Caddo, dans l’État de l’Oklahoma, aux États-Unis. Sa population s’élevait à 6 762 habitants lors du recensement de 2010, estimée à 6 568 habitants en 2018, dont une majorité relative d’Amérindiens.

## Démographie
| Groupe            | Anadarko | Oklahoma | États-Unis |
| ----------------- | -------- | -------- | ---------- |
| Amérindiens       | 48,6     | 8,6      | 0,9        |
| Blancs            | 33,1     | 72,2     | 72,4       |
| Métis             | 9,6      | 5,9      | 2,9        |
| Afro-Américains   | 4,7      | 7,4      | 12,6       |
| Autres            | 3,2      | 4,2      | 6,4        |
| Asiatiques        | 0,7      | 1,7      | 4,8        |
| Total             | 100      | 100      | 100        |
|                   |          |          |            |
| Latino-Américains | 11,9     | 8,85     | 16,7       |

En 2010, les Kiowas représentent 19,2 % de la population de la ville, alors que les Apaches et les Comanches représentent respectivement 7,8 % et 5,3 % de la population.
Selon l'American Community Survey pour la période 2011-2015, 89,27 % de la population âgée de plus de 5 ans déclare parler l'anglais à la maison, 5,42 % déclare parler l'espagnol, 3,80 % le kiowa, 0,53 % une langue chinoise et 0,99 % une autre langue.
| Indicateur                             | Anadarko | États-Unis |
| -------------------------------------- | -------- | ---------- |
| Personnes de moins de 5 ans            | 9,1 %    | 6,1 %      |
| Personnes de moins de 18 ans           | 29,9 %   | 22,6 %     |
| Personnes de plus de 65 ans            | 13,4 %   | 15,6 %     |
| Femmes                                 | 48,7 %   | 50,8 %     |
| Personnes par foyer                    | 2,99     | 2,63       |
| Vétérans                               | 11,6 %   | 7,7 %      |
| Personnes nées étrangères à l'étranger | 2,5 %    | 13,4 %     |
| Personnes sans assurance maladie       | 32,2 %   | 10,2 %     |
| Personnes avec un handicap             | 16,3 %   | 8,7 %      |
| Revenus annuels                        | 19 687 $ | 31 177 $   |
| Personnes sous le seuil de pauvreté    | 34,4 %   | 12,3 %     |
| Diplômés du lycée                      | 86,8 %   | 87,3 %     |
| Diplômés de l'université               | 18,2 %   | 30,9 %     |

## Source
- (en) Cet article est partiellement ou en totalité issu de l’article de Wikipédia en anglais intitulé « Anadarko, Oklahoma » (voir la liste des auteurs).

1. ↑  (en) « Population and Housing Unit Estimates », sur census.gov (consulté le 2 juin 2019)
2. ↑  (en) « Census of Population and Housing » [archive du 26 avril 2015], sur census.gov, Census.gov (consulté le 4 juin 2015)
3. ↑  (en) « Anadarko, OK Population - Census 2010 and 2000 », sur censusviewer.com.
4. ↑  (en) « Population of Oklahoma - Census 2010 and 2000 », sur censusviewer.com.
5. ↑  (en) « Race Reporting for the American Indian and Alaska Native Population by Selected Tribes: 2010 », sur factfinder.census.gov (consulté le 21 avril 2018).
6. ↑  (en) « Language spoken at home by ability to speak english for the population 5 years and over. Universe: Population 5 years and over », sur factfinder.census.gov.
7. ↑  (en) « U.S. Census Bureau QuickFacts: Anadarko city, Oklahoma; United States », sur www.census.gov (consulté le 19 décembre 2019)